# Carl Hauptmann
Carl Ferdinand Max Hauptmann, pseudonim Ferdinand Klar (ur. 11 maja 1858 w Szczawnie-Zdroju, zm. 4 lutego 1921 w Szklarskiej Porębie) – niemiecki pisarz.
Był starszym bratem laureata nagrody Nobla Gerharta Hauptmanna i synem hotelarza ze Szczawna-Zdroju. Ukończył Gimnazjum Realne Zwinger we Wrocławiu Od 1891 r. do śmierci mieszkał w Szklarskiej Porębie, gdzie powstała zdecydowana większość jego dzieł literackich. Był dwukrotnie żonaty: w 1884 z Marthą (do rozwodu w 1908) i z poślubioną w 1908 r. malarką Marią z d. Rohne, z którą miał córkę Mononę urodzoną w 1910. Po rozwodzie postawił pierwszej żonie willę „Felderbusch” w Szklarskiej Porębie. Pochowany został na cmentarzu w Szklarskiej Porębie Dolnej, jednak majolikowy nagrobek autorstwa Poelziga został w dużym stopniu zniszczony w II poł. XX w., toteż w latach 80. XX w. grób przykryto nową płytą, a oryginalny pomnik zrekonstruowano przy dawnym domu pisarza, na terenie muzeum.
Carl Hauptmann tworzył zarówno prozę, jak i dramaty oraz poezje. Utwory pierwszego okresu twórczości reprezentowały naturalizm, a późniejsze ekspresjonizm. Pierwszy tekst Hauptmanna – opowiadanie Sonnenwanderer – powstał w Charlottenburgu i w 1890 został opublikowany w czasopiśmie „Freie Bühne”. Rok później na tych samych łamach opublikował szkic Frühlingsnacht; był to pierwszy utwór powstały w Szklarskiej Porębie. W tym samym czasie ukończył swoją rozprawę doktorską Metaphysik in der modernen Physiologie.
Dom, w którym mieszkali w Szklarskiej Porębie bracia Hauptmannowie, a od 1901 już tylko Carl z żoną, zachował się i znajduje się w nim Oddział Muzeum Karkonoskiego w Jeleniej Górze – „Dom Carla i Gerharta Hauptmannów w Szklarskiej Porębie” (ul. 11 Listopada, w czasach Hauptmanna: Kirchstrasse 19). Obejmującą ogród, łąki i las posiadłość o pow. 7,5 ha zakupiono za 12 500 marek od rodziny malarza na szkle Juliusa Simona. Zakupiony budynek poddano remontowi i nadbudowie o piętro, na którym Carl Hauptmann urządził swoją pracownię. W kolejnych latach dobudowano mansardę, dzięki czemu uzyskano obiekt z 10 pokojami i 2 kuchniami.